# 5145 Фолус
 5145 Фолус (англ. 5145 Pholus, грец. Φόλος)  — одне з небесних тіл, відомих як Кентаври.

## Відкриття
Відкритий 9 січня 1992 року Девідом Л. Рабиновичем, в рамках програми Spacewatch (Спостереження за Космічним Простором). Був названий «1992 AD».
Отримав офіційну назву 5145 Фолус — за ім'ям персонажа давньогрецької міфології — Фола (грец. Φόλ) — кентавр, син Сілена й однієї з німф, брат Хірона.

## Фізичні характеристики
Прізвисько Фолуса «великий червоний», бо колір кентавра червоний B-V=1.19; V-R=0.78. Фолус скадається з аморфного вуглецю, суміші водяного льоду та льоду метанолу, олівіну і комплексно-органічних сумішей, не проявляє кометичну корону.

## Орбіта
Орбіта Фолуса нестабільна, збурена газовими гігантами. Фолус — «UN» об'єкт, що означає, що планета Уран («U») (англ. Uranus) стримує перицентр Фолуса, а планета Нептун («N») (англ. Neptune) — апоцентр Фолуса.
Кеплерівські елементи орбіти:
- ексцентриситет e — 0,5711o
- нахил орбіти і — 24,65o
- довгота висхідного вузла (☊ або Ω) — 119,44o
- аргумент перицентра ω. — 354,92o
- середня аномалія М — 67,49o